# Sadki
Sadki è un comune rurale polacco del distretto di Nakło, nel voivodato della Cuiavia-Pomerania.
Ricopre una superficie di 153,69 km² e nel 2004 contava 7 320 abitanti.

## Geografia antropica

### Frazioni
Il comune di Sadki comprende le frazioni di Anieliny, Bnin, Broniewo, Dębionek, Dębowo, Glinki, Jadwiżyn, Kraczki, Liszkówko, Łodzia, Machowo, Mrozowo, Radzicz, Sadki, Samostrzel e Śmielin.